# Gladsheim
Gladsheim, eller Glaðsheimr (norrønt lyst hjem) er ifølge Grímnismál, en del af Asgård, hvor Valhal ligger.
Snorri beskriver i Gylfaginning at Gladsheim er en mødesal, der indeholder 13 højsæder hvor de mandlige aser holder råd, og at den ligger på Idasletten i Asgård, nær Vingólf, hvor asynjerne samles.